# Canhas
Canhas es una freguesia portuguesa del concelho de Ponta do Sol, con 13,30 km² de superficie y 3.214 habitantes (2001). Su densidad de población es de 241,7 hab/km².
Canhas tiene una entrada que liga a Calheta y Funchal por Carretera Nacional Portuguesa pasando por Porto Moniz y San Vicente. Tiene el océano al sur y montañas al norte, este y oeste.

## Freguesias, villas y ciudades próximas
- Madalena do Mar
- Prazeres
- Seixal
- Boaventura
- Ponta do Sol